# Fétichisme des seins

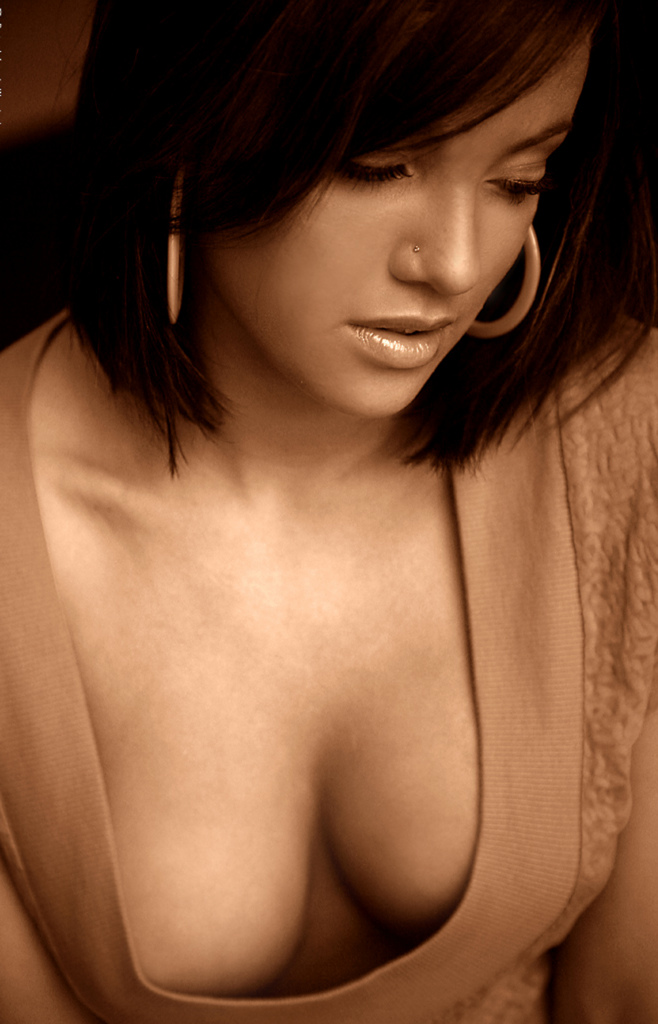
Un décolleté laissant voir des seins.

Le fétichisme des seins ou mazophilie est un type de fétichisme sexuel impliquant un intérêt sexuel pour les seins.
Un débat existe pour déterminer si l'attirance sexuelle des seins parmi les hommes hétérosexuels constitue ou non un fétichisme sexuel. Dans la littérature clinique du XIXe siècle, la focalisation sur les seins est considérée comme étant une paraphilie[Information douteuse], mais dans la société occidentale du XXIe siècle, elle est considérée comme normale. Certains individus attribuent au décolleté ou autres habits moulants en tant que partie intégrante du fétichisme des seins tant chez les hétérosexuels que les homosexuels.
L'expression est également utilisée dans des contextes ethnographique et féministe pour décrire une société dans laquelle la culture accorde une place importante aux seins, habituellement en tant qu'objets sexuels,.